# Vrijstaat Schwarzburg-Sondershausen
De vrijstaat  Schwarzburg-Sondershausen was  tussen 1918 en 1920 vrijstaat in de huidige Duitse deelstaat Thüringen.

## Geschiedenis
De vrijstaat ontstond nadat Günther Victor van Schwarzburg van Schwarzburg-Sondershausen. Hij trad na de Eerste Wereldoorlog op 25 november 1918 als laatste Duitse vorst af. Schwarzburg-Sondershausen werd op 1 april 1919 een vrijstaat. Op 11 februari 1920 werd door een nieuwe wet voor het eerst de scheiding van kerk en staat ingevoerd. Het land ging op 1 mei 1920 op in het Land Thüringen.